# Alana Castrique
Alana Castrique, née le 8 mai 1999 à Roulers, est une coureuse cycliste belge.

## Biographie
Alana Castrique est originaire de Ploegsteert, et est né à Roulers. Son frère Jonas a été coureur cycliste professionnel en 2020 et 2021.

## Palmarès sur route

### Palmarès par années
- 2017
  - 2e du championnat de Belgique du contre-la-montre juniors
  - 3e du Chrono des Nations juniors
- 2018
  - 2e du championnat de Belgique du contre-la-montre espoirs
- 2019
  -  Championne de Belgique du contre-la-montre espoirs[1]
- 2021
  - 3e du championnat de Belgique sur route
  - 3e du championnat de Belgique du contre-la-montre espoirs
- 2024
  -  Médaillée de bronze du championnat d'Europe du contre-la-montre par équipes en relais mixte[2]

### Résultats sur les grands tours

#### Tour de France
1 participation
- 2022 : abandon (1re étape)[3]

### Classements mondiaux
| Année                                 | 2018 | 2019 | 2020 | 2021 | 2022 | 2023 |
| ------------------------------------- | ---- | ---- | ---- | ---- | ---- | ---- |
| Classement UCI                        | 625e | 531e | nc   | 291e | 426e | 921e |
| UCI World Tour                        | nc   | nc   | nc   | nc   | 177e | 294e |
|                                       |      |      |      |      |      |      |
| Légende : nc = non classéSource : UCI |      |      |      |      |      |      |